# Barbacoll estriat occidental
El barbacoll estriat occidental (Nystalus obamai) és una espècie d'ocell de la família dels bucònids (Bucconidae) que habita formacions boscoses a prop de l'aigua a Bolívia, Brasil occidental, Colòmbia, Equador, i Perú. És sovint considerat coespecífic de Nystalus striolatus.